# Эллиотт (округ)
Э́ллиотт (англ. Elliott County) — округ в штате Кентукки, США. Официально образован в 1869 году. По состоянию на 2010 год, численность населения составляла 7852 человека.

## География
По данным Бюро переписи США, общая площадь округа равняется 608,651 км2, из которых 606,061 км2 суша и 2,590 км2 или 0,400 % это водоёмы.

## Население
По данным переписи населения 2000 года в округе проживает 6 748 жителей в составе 2 638 домашних хозяйств и 1 925 семей. Плотность населения составляет 11,00 человек на км2. На территории округа насчитывается 3 107 жилых строений, при плотности застройки около 5,00-ти строений на км2. Расовый состав населения: белые — 99,04 %, афроамериканцы — 0,03 %, коренные американцы (индейцы) — 0,07 %, азиаты — 0,01 %, гавайцы — 0,01 %, представители других рас — 0,83 %, представители двух или более рас — 0,00 %. Испаноязычные составляли 0,59 % населения независимо от расы.
В составе 33,40 % из общего числа домашних хозяйств проживают дети в возрасте до 18 лет, 60,00 % домашних хозяйств представляют собой супружеские пары проживающие вместе, 9,70 % домашних хозяйств представляют собой одиноких женщин без супруга, 27,00 % домашних хозяйств не имеют отношения к семьям, 24,70 % домашних хозяйств состоят из одного человека, 11,00 % домашних хозяйств состоят из престарелых (65 лет и старше), проживающих в одиночестве. Средний размер домашнего хозяйства составляет 2,54 человека, и средний размер семьи 3,02 человека.
Возрастной состав округа: 25,40 % моложе 18 лет, 9,10 % от 18 до 24, 27,50 % от 25 до 44, 24,70 % от 45 до 64 и 24,70 % от 65 и старше. Средний возраст жителя округа 37 лет. На каждые 100 женщин приходится 95,20 мужчин. На каждые 100 женщин старше 18 лет приходится 93,50 мужчин.
Средний доход на домохозяйство в округе составлял 21 014 USD, на семью — 27 125 USD. Среднестатистический заработок мужчины был 29 593 USD против 20 339 USD для женщины. Доход на душу населения составлял 12 067 USD. Около 20,80 % семей и 25,90 % общего населения находились ниже черты бедности, в том числе — 30,50 % молодёжи (тех, кому ещё не исполнилось 18 лет) и 26,40 % тех, кому было уже больше 65 лет.